# 蜈支洲岛
蜈支洲岛，简称蜈支洲，古称“古崎洲”，位于海南省三亚市海棠区的海棠湾，距离市区约30公里。其西南侧邻近亚龙湾，东北侧邻近南湾猴岛。

## 地理
蜈支洲岛距离海岸2.7公里，面积1.48平方公里，是三亚著名的旅游景点，是中国国家5A级旅游景区。

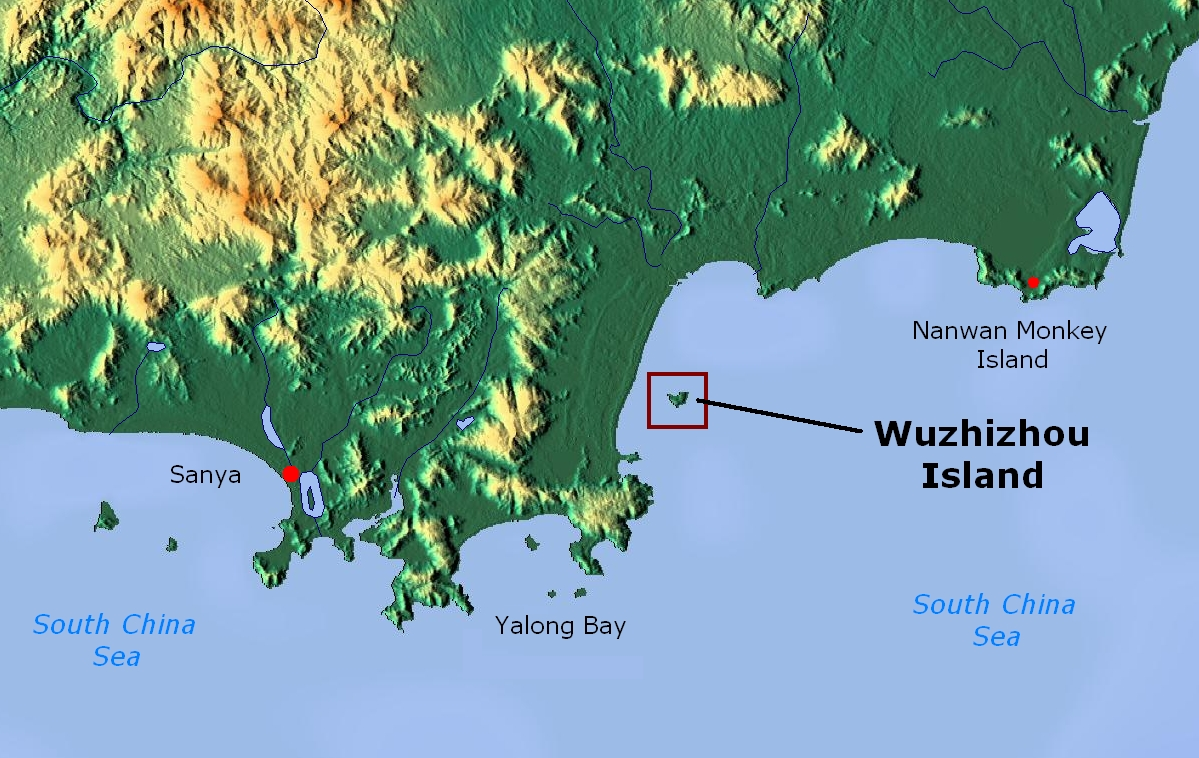

## 景色

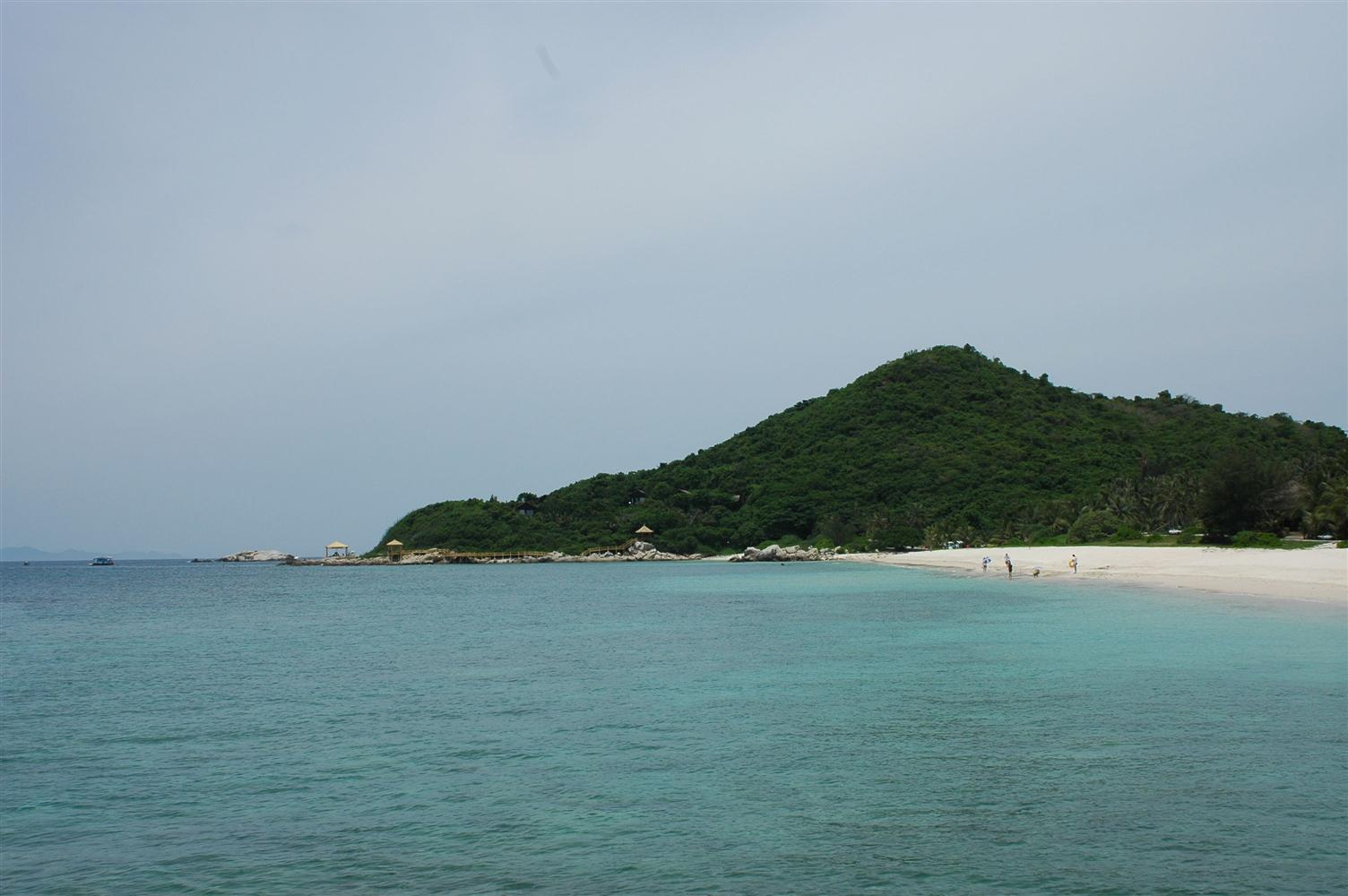
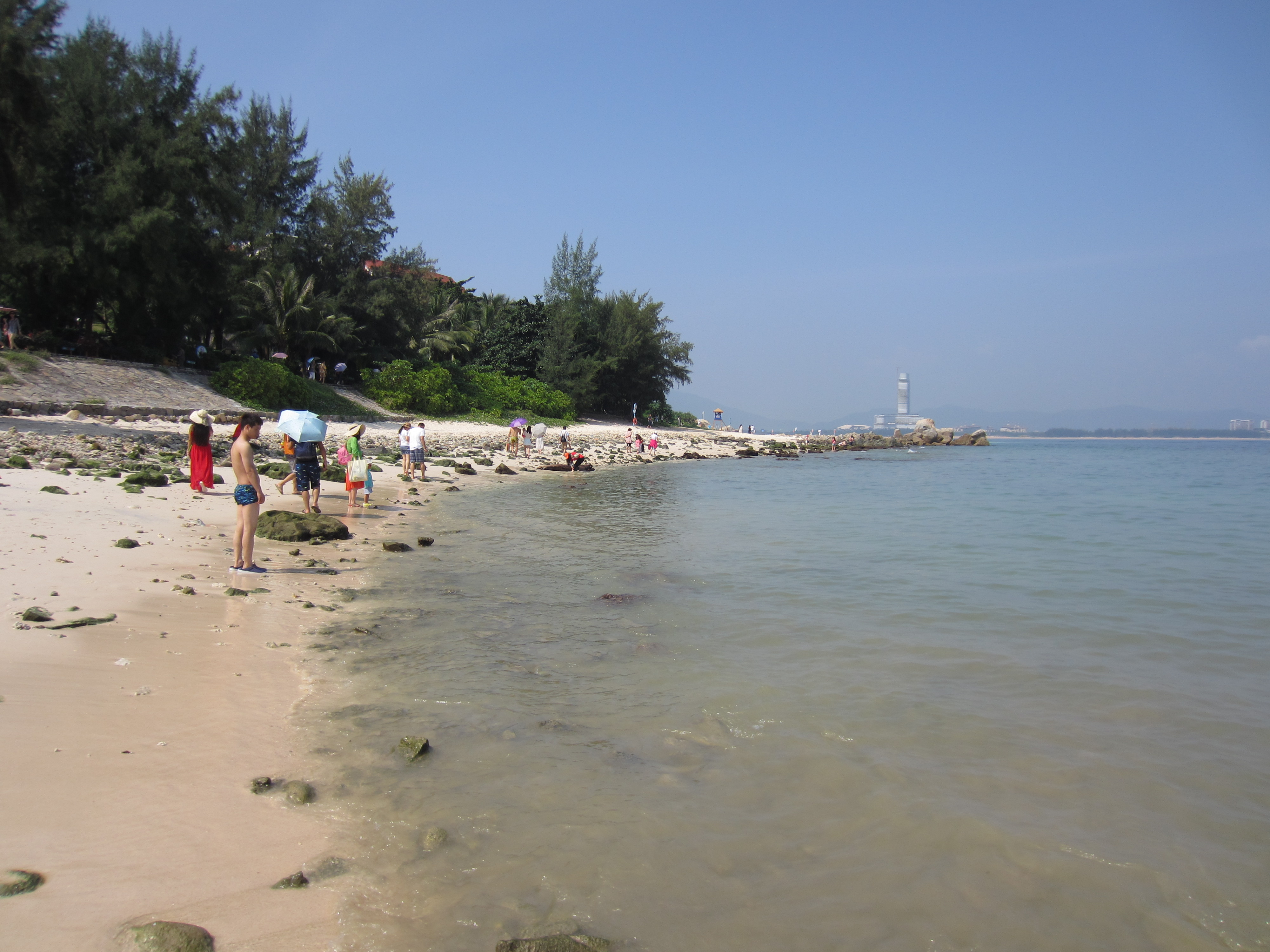
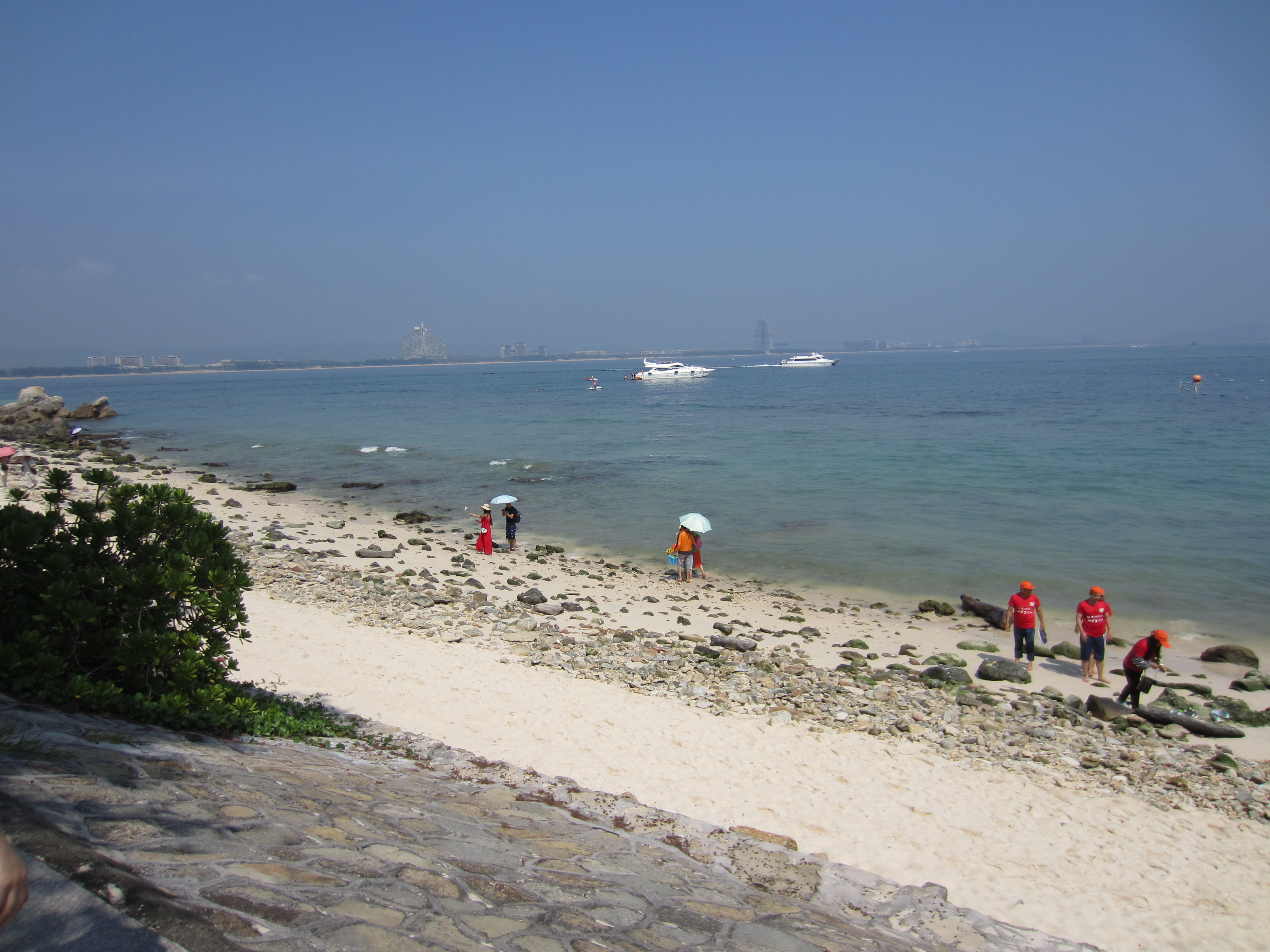